# راس بني البور (خصب)
راس بني البور منطقة سكنية تقع في ولاية خصب، التابعة لمحافظة مسندم في سلطنة عمان. يقدر عدد سكانها بـ 286 نسمة حسب إحصاء عام 2010 التابع للمركز الوطني للإحصاء والمعلومات الحكومي. رمز المنطقة هو 30130041.

## الوصلات الخارجية
- المركز الوطني للإحصاء والمعلومات، سلطنة عمان